# Cicoria all'acqua
La cicoria all'acqua o otrantina è una verdura facente parte della famiglia della cicoria.

## Descrizione
Presenta caratteri botanici molto simili a quelli della catalogna. Da quest'ultima però si differenzia per le dimensioni dello scapo fiorale (più alto, di diametro inferiore, più cavo e con le pareti di minor spessore).

## Ciclo colturale
Secondo alcuni studiosi sarebbe una variazione per selezione della più diffusa cicoria catalogna salentina da alcuni esemplari più adatti al clima estivo, varietà  che necessita per questo di abbondanti innaffiature. Lo sviluppo di questa varietà sarebbe stato poi favorito dai terreni umidi dell'otrantino da cui prende uno dei suoi nomi. Il ciclo colturale è primaverile estivo. La raccolta, che generalmente inizia in maggio e si protrae per tutta l'estate, viene effettuata recidendo lo scapo fiorale al di sopra della corona di foglie. Successivamente al taglio la pianta emette delle protuberanze ("figghiuli"o "scattuni" in     dialetto leccese) le quali vengono regolarmente recise e forniscono la produzione per alcuni mesi.
Questa particolare tipologia di cicoria, anche se è possibile mangiarla cruda, viene consumata prevalentemente cotta (lessata) condita con olio di oliva a volte con poco aceto. I ricacci, filamentosi, lessati si possono usare per ripieni di calzoni e focacce. 

## Riconoscimenti
La regione Puglia ha inserito la cicoria all'acqua nell'elenco dei prodotti agroalimentari tradizionali italiani col nome di cicoria all'acqua, cicoria otrantina

## PSR Puglia
La regione Puglia, all'interno del suo P.S.R. (Programma di Sviluppo Rurale) 2007-2013, ha inserito la cicoria all'acqua nell'allegato 8 della Misura 214 - Azione 3 "Tutela della biodiversità" come specie a rischio di erosione genetica.